# Титаны (телесериал, 2018)
«Тита́ны» (англ. Titans) — американский супергеройский телесериал, созданный Акивой Голдсманом, Джеффом Джонсом и Грегом Берланти на основе комиксов «Юные Титаны» издательства DC Comics. Сериал рассказывает о группе молодых героев, объединивших свои силы в борьбе со злом. В команду Титанов входят Дик Грейсон (Брентон Туэйтес), Кори Андерс (Анна Диоп), Рейчел Рот (Тиган Крофт), Гар Логан (Райан Поттер), Джейсон Тодд (Керран Уолтерс), Донна Трой (Конор Лесли), Хэнк Холл (Алан Ричсон), Доун Грейнджер (Минка Келли), Роуз Уилсон (Челси Чжан) и Коннер (Джошуа Орпин).
Разработка сериала по мотивам комиксов «Юные Титаны» началась в сентябре 2014 года. В декабре 2014 году кабельный телеканал ТNТ заказал пилотную серию, сценарий для которой написали Голдсман и Марк Хеймс, однако в январе 2016 года ТNT  ещё до начала съёмок отказался от данного проекта. В апреле 2017 года было объявлено, что права на сериал перенял новый стриминговый сервис DC Universe. 
Премьера «Титанов» состоялась 12 октября 2018 года. Первый и второй сезоны выходили на платформе DC Universe; показ третьего сезона начался 12 августа 2021 года на HBO Max. На мероприятии DC FanDome канал продлил сериал на четвёртый сезон. Премьера четвёртого сезона состоялась 3 ноября 2022 года. 26 января 2023 года стало известно, что 4 сезон сериала станет последним.
Netflix приобрел лицензию на потоковую передачу в остальных странах мира где нет HBO Max .

## Актёрский состав и персонажи
= Главная роль в сезоне
     = Второстепенная роль в сезоне
     = Гостевая роль в сезоне
     = Роль, сыгранная другим актёром 
     = Не появляется

### Главные роли
| Брентон Туэйтс    | Дик Грейсон / Робин / Найтвинг        | 10 | 13 | 12 | 11 | 46 |
| Анна Диоп         | Корианд’р (Кори Андерс) / Старфаер    | 9  | 10 | 11 | 11 | 41 |
| Тиган Крофт       | Рэйчел Рот / Рэйвен                   | 11 | 10 | 5  | 12 | 38 |
| Райан Поттер      | Гарфилд «Гар» Логан / Бист-бой        | 9  | 10 | 11 | 10 | 40 |
| Керран Уолтерс    | Джейсон Тодд / Робин / Красный колпак | 3  | 10 | 12 | 1  | 26 |
| Конор Лесли       | Донна Трой / Чудо-девушка             | 2  | 12 | 6  |    | 20 |
| Минка Келли       | Дон Грейнджер / Голубь                | 5  | 11 | 3  |    | 19 |
| Алан Ритчсон      | Хэнк Холл / Ястреб                    | 5  | 10 | 3  |    | 18 |
| Эсай Моралес      | Слэйд Уилсон / Детстроук              |    | 9  |    | 1  | 10 |
| Челси Чжан        | Роуз Уилсон / Опустошительница        |    | 8  |    |    | 8  |
| Джошуа Орпин      | Коннер Кент / Субъект 13 / Супербой   | 1  | 5  | 11 | 11 | 28 |
| Саванна Уэлш      | Барбара Гордон                        |    |    | 10 |    | 10 |
| Винсент Картайзер | доктор Джонатан Крейн / Пугало        |    |    | 11 |    | 11 |
| Дамарис Льюис     | Команд’р / Блэкфаер                   |    | 2  | 7  |    | 9  |
| Джей Ликурго      | Тим Дрейк / Робин                     |    |    | 7  | 11 | 18 |
| Франка Потенте    | Мэй Беннетт / Мать Мэйхем             |    |    |    | 10 | 10 |
| Джозеф Морган     | Себастьян Сангер / Брат Блад          |    |    |    | 11 | 11 |
| Всего эпизодов    | Всего эпизодов                        | 11 | 13 | 13 | 12 | 49 |

### Второстепенные роли
| Рид Бирни         | Доктор Адамсон           | 5  |    |    | 1  | 6  |
| Мелоди Джонсон    | Мать Ядерной семейки     | 3  |    |    |    | 3  |
| Дженни Росс       | Дочь Ядерной семейки     | 3  |    |    |    | 3  |
| Логан Томпсон     | Сын Ядерной семейки      | 3  |    |    |    | 3  |
| Рэйчел Николс     | Анджела Азарат           | 4  | 1  |    |    | 5  |
| Шеймус Девер      | Тригон                   | 2  | 1  |    | 1  | 4  |
| [ 1 ]             | Крипто                   | 1  | 5  | 9  | 5  | 20 |
| Иэн Глен          | Брюс Уэйн / Бэтмен       | 3  | 5  | 6  |    | 14 |
| Демор Барнс       | Уильям Уинтегрин         |    | 4  |    |    | 4  |
| Майкл Мосли       | Артур Лайт / Доктор Свет |    | 4  |    |    | 4  |
| Челла Мэн         | Джерико                  |    | 4  |    |    | 4  |
| Мэйко Нгуен       | Аделина                  |    | 3  |    |    | 3  |
| Рауль Банеджа     | Уолтер Хоун              |    | 4  |    |    | 4  |
| Натали Гумеде     | Мерси Грейвс             |    | 5  |    | 2  | 8  |
| МакКинли Фриман   | Джастин Коул             |    | 1  | 3  |    | 4  |
| Райан Аллен       | Джек Дрейк               |    |    | 5  |    | 5  |
| Чантрия Трам      | Джанет Дрейк             |    |    | 4  |    | 4  |
| Карен Робинсон    | Маргарита Ви             |    |    | 6  |    | 6  |
| Ив Харлоу         | Молли Дженсен            |    |    | 4  |    | 4  |
| Джеймс Скалли     | Бернард Фицмартин        |    |    |    | 9  | 9  |
| Лиза Амбаланванар | Джинкс                   |    |    |    | 5  | 5  |
| Всего эпизодов    | Всего эпизодов           | 11 | 13 | 13 | 12 | 49 |

### В главных ролях
- Брентон Туэйтс — Дик Грейсон / Робин / Найтвинг. Бывший цирковой артист, которого после смерти обоих родителей взял на обучение Бэтмен и сделал своим напарником, первым Робином. Дик служит детективом в полицейском департаменте Детройта и становится лидером Титанов в своём стремлении выйти из тени Бэтмена.
- Анна Диоп — Корианд’р (Кори Андерс) / Старфаер, принцесса с планеты Тамаран, страдающая потерей памяти. Её задачей является не дать Рэйчел уничтожить Землю.
- Тиган Крофт — Рэйчел Рот / Рэйвен, эмпат, обладающая демоническими силами, из-за чего ей приходится постоянно держать себя в руках.
- Райан Поттер — Гарфилд «Гар» Логан / Бист-бой, бывший член Рокового патруля. Подросток, обладающей способностью превращаться в зелёного тигра, которую он приобрёл из-за вакцины, спасшей ему жизнь.
- Керран Уолтерс — Джейсон Тодд / Робин. Нынешний напарник Бэтмена, преемник Дика на этом посту. В первом сезоне — периодическая роль, а во втором сезоне постоянная
- Минка Келли — Дон Грейнджер / Голубь. Бывшая балерина, которая борется с преступностью со своим партнёром и бойфрендом Ястребом. Постоянная роль во втором сезоне.
- Алан Ритчсон — Хэнк Холл / Ястреб. Бывший игрок в футбольной команде колледжа. Агрессивный борец с преступностью, парень и партнёр Голубь. Постоянная роль во втором сезоне.
- Конор Лесли — Донна Трой / Чудо-девушка, подруга детства Дика, которая в юности была напарницей Чудо-Женщины. воительница-амазонка. Постоянная роль во втором сезоне.
- Эсай Моралес — Слэйд Уилсон / Детстроук, биологически усиленный убийца и бывший оператор Delta Force, имеющий историю с оригинальными Титанами.
- Челси Чжан — Роуз Уилсон, дочь Слэйда Уилсона.
- Джошуа Орпин — Коннер Кент / Субъект 13, генетический клон Супермена и Лекса Лютора, обладающий способностями и личностными качествами обоих. Созданный в Cadmus Laboratories, он вступает в контакт с Титанами после побега из объекта с Крипто.

### Второстепенные роли
- Джефф Кларк — отец Ядерной семейки
- Мелоди Джонсон — мать Ядерной семейки
- Дженни Росс — дочь Ядерной семейки
- Логан Томпсон — сын Ядерной семейки
- Рэйчел Николс — Анжела Азарат, биологическая мать Рэйчел
- Шеймус Девер — Тригон[2]

### Приглашённые актёры

#### В первом сезоне
- Шерилин Фенн — Мелисса Рот, приёмная мать Рейчел.
- Марк Энтони Крупа — Константин Ковар, гангстер из Вены (Австрия)
- Линдси Горт — Эми Рорбах, детектив полиции, новая напарница Дик Грейсона в полицейском департаменте[3].
- Джарет Дж. Метц — Аколит, таинственный незнакомец, преследующий Рейчел.
- Бруно Бишир — Найлс Колдер / Шеф, доктор, лидер Рокового патруля, спасший от верной смерти всех его участников[4].
- Эйприл Боулби — Рита Фарр / Эласти-герл, участница Рокового патруля. Бывшая актриса, которая получила способность увеличивать и уменьшать своё тело в результате несчастного случая с токсическим газом, разрушившим структуру её клеток[5].
- Брендан Фрэйзер — Клиффорд Стиил / Роботмэн, участник Рокового патруля. Бывший автогонщик, мозг которого после аварии был пересажен в тело робота[6].
- Мэтт Бомер и Дуэйн Мерфи — Ларри Трейнор / Негативный Человек, участник Рокового патруля. Бывший пилот ВВС, который после крушения самолёта подвергся действию негативной энергии.
- Зак Смаду — новый глава Ядерной семейки после смерти Ядерного папы.
- Лестер Спейт — Клейтон Уильямс, опекун Дика до того, как его усыновил Брюс Уэйн. Охранник ночного клуба, которого похищает Ник Зукко.
- Ричард Зеппьери — Энтони «Тони» Зукко, гангстер, ответственный за смерть родителей Дика.
- Тони Мак — Ник Зукко, мстительный сын Тони.
- Элиот Найт — Дон Холл / Голубь. Младший брат Хэнка Холла.
- Марина Сиртис — Мэри Грейнджер, мать Дон Грейнджер / Голубки.

#### Во втором сезоне
- Челла Мэн — Джерико Уилсон / Иерихон, сын Слейда, который захватывает тела людей с помощью зрительного контакта[7][8].
- Челси Жанг — Роуз Уилсон / Опустошительница: дочь Слейда, которая с юных лет выживает сама по себе[8][9]
- Иэн Глен — Брюс Уэйн, бывший наставник Дика, мультимиллиардер и супергерой[10]. В финальном эпизоде первого сезона образ Бэтмена воплотили актёры-каскадёры Ален Мусси и Максим Савариа.
- Дрю Ван Эккер — Гарт / Аквалэд, бывший помощник Аквамена[11].
- Натали Гумеде — Мёрси Грейвз, телохранитель и правая рука Лекса Лютора[12]
- Майкл Мосли — Артур Лайт / Доктор Свет
- Ханнеки Тэлбот — Шиммер

## Сезоны
| Сезон | Сезон | Эпизоды | Оригинальная дата показа | Оригинальная дата показа | Платформа   | Платформа |
| Сезон | Сезон | Эпизоды | Премьера сезона          | Финал сезона             | Платформа   | Платформа |
| ----- | ----- | ------- | ------------------------ | ------------------------ | ----------- | --------- |
|       | 1     | 11      | 12 октября 2018          | 21 декабря 2018          | DC Universe | Netflix   |
|       | 2     | 13      | 6 сентября 2019          | 29 ноября 2019           | DC Universe | Netflix   |
|       | 3     | 13      | 12 августа 2021          | 21 октября 2021          | HBO Max     | Netflix   |
|       | 4     | 12      | 3 ноября 2022            | 11 мая 2023              | HBO Max     | Netflix   |

## Список эпизодов

### Сезон 1 (2018)
| № общий | № в сезоне | Название                           | Режиссёр             | Автор сценария                                          | Дата премьеры   |
| --- | ---------- | ---------------------------------- | -------------------- | ------------------------------------------------------- | --------------- |
| 1 | 1          | «Титаны» «Titans»                  | Брэд Андерсон        | Акива Голдсман, Джефф Джонс и Грег Берланти             | 12 октября 2018 |
| Девочка-подросток Рэйчел Рот, одержимая демоническими силами, бежит из своего родного города Траверс-сити (штат Мичиган) после того, как её мать убивает таинственный нападавший. В Детройте детектив Дик Грейсон в костюме Робина по ночам борется с преступностью. После приезда в Детройт Рэйчел знакомится с Диком, узнаёт в нём незнакомца из своих снов и просит о помощи. К тому времени, когда Дик понимает, что она рассказывала правду о убийстве своей матери, неизвестный в форме полицейского усыпляет и похищает Рэйчел. Тем временем в Вене Кори Андерс просыпается в автомобиле, изрешечённом пулями, но не помнит, как она в нём оказалась. Ей удаётся выйти на русского гангстера и владельца ночного клуба Константина Ковара, которого она, как выясняется, предала ради поиска девушки по имени Рэйчел. Когда Ковар пытается застрелить Кори, она с помощью своих сверхъестественных способностей заживо сжигает его и всех остальных в комнате. Похититель собирается убить Рэйчел, однако её тёмная сущность нападает первой и убивает преступника. Прибывший Дик уводит Рэйчел в безопасное место. В Ковингтоне, штат Огайо, зелёный тигр ночью бродит в магазине электроники, а затем превращается в мальчика. |            |                                    |                      |                                                         |                 |
| 2 | 2          | «Ястреб и Голубка» «Hawk and Dove» | Брэд Андерсон        | Акива Голдсман                                          | 19 октября 2018 |
| Дик отвозит Рэйчел к Хэнку Холлу и Дон Грейнджер, известным также как Ястреб и Голубка, вместе с которыми он сражался с преступностью много лет назад. Рэйчел чувствует, что Дик и Дон ранее состояли в отношениях, и до сих пор питают чувства друг к другу. Когда Хэнк затевает ссору с Диком, демоническая сущность Рэйчел проявляет себя и ударной волной сбивает обоих мужчин с ног. Для поиска Рэйчел «активирована» Ядерная семейка, члены которой пытают новую напарницу Дика Эми Рорбах, чтобы выйти на след детектива. Ястреб и Голубка с помощью Робина уничтожают группировку, занимающуюся торговлей оружием. Рэйчел расстраивается, когда узнаёт, что Дик намеревался оставить её с Хэнком и Дон и не собирался возвращаться. Ядерная семейка захватывает Рэйчел в плен и тяжело ранит Дон, сбросив её с крыши здания. |            |                                    |                      |                                                         |                 |
| 3 | 3          | «Истоки» «Origins»                 | Кевин Родни Салливан | Ричард Гатэм, Джефф Джонс, Мариша Мукерджи и Грэг Уокер | 26 октября 2018 |
| Кори выслеживает Рэйчел и видит, как Ядерная семейка похищает её. На заправке Кори заживо сжигает Ядерного папу и убеждает Рэйчел уйти с ней. Рэйчел и Кори прибывают в монастырь, где Мелисса в детстве прятала Рэйчел от её отца. Дик вспоминает, как узнал о том, что смерть его родителей не была несчастным случаем, и после этого его взял на воспитание миллиардер Брюс Уэйн, который предложил научить Дика способу справляться с болью утраты. В зале игровых автоматов Рэйчел встречает Гарфилда Логана. После того, как тёмная сущность Рэйчел снова проявляется, Дик и Кори отводят её обратно в монастырь, где сёстры запирают её в подвале. Кори обнаруживает, что перед потерей памяти она исследовала различные пророчества о конце света, связанные с появлением апокалиптического «ворона». Демоническая сущность Рэйчел насмехается над ней и организует в монастыре взрыв, благодаря чему Рэйчел удаётся бежать из заточения. |            |                                    |                      |                                                         |                 |
| 4 | 4          | «Роковой патруль» «Doom Patrol»    | Джон Фосетт          | Джефф Джонс                                             | 2 ноября 2018   |
| Рэйчел бежит по лесу и сталкивается с Гаром в облике тигра. Гар приводит Рэйчел к себе в особняк, где она знакомится с участниками Рокового патруля: Клиффом Стилом / Роботменом, Ларри Трейнором / Негативным человеком и Ритой Фарр / Эласти-Женщиной. Появляется доктор Найлс Колдер / Шеф, который крайне недоволен тем, что Гар привёл незнакомку в их тайное убежище, но хочет провести с Рэйчел несколько тестов. Она соглашается, но затем требует, чтобы её сняли со стола. Найлс отказывается и стреляет в Гара дротиком с транквилизатором, когда он пытается вмешаться. Тёмная сущность Рэйчел нападает на Найлса и ломает ему позвоночник. Тем временем Дик и Кори прибывают в разрушенный монастырь и выслеживают Рэйчел в доме Колдера. Дик успокаивает девушку и обещает защитить её. Он уходит с Рэйчел и Кори, а вместе с ними следует и Гар, по совету Клиффа решивший покинуть Роковой патруль и жить своей жизнью. |            |                                    |                      |                                                         |                 |
| 5 | 5          | «Вместе» «Together»                | Мира Менон           | Брайан Эдвард Хилл и Габриэль Стэнтон                   | 9 ноября 2018   |
| Дик заключает официальный союз с Кори, Гаром и Рэйчел, и все они демонстрируют свои сверхъестественные способности. Рэйчел и Гар заводят дружбу, а Дик и Кори занимаются сексом. Доктор Адамсон посылает Ядерной семейке нового папу вместо убитого ранее. Ядерная семейка вновь нападает, но супергероям удаётся нейтрализовать противника. Дик также признаётся своим товарищам, что является Робином. Дик навещает Адамсона, который убивает Ядерную семейку с помощью детонатора. Когда команда штурмовиков собирается убить Дика, появляется новый Робин и спасает его. |            |                                    |                      |                                                         |                 |
| 6 | 6          | «Джейсон Тодд» «Jason Todd»        | Кэрол Бэнкер         | Ричард Гатэм и Джеффри Дэвид Томас                      | 16 ноября 2018  |
| Дик и Джейсон Тодд, новый Робин, отводят Адамсона в один из конспиративных домов Брюса Уэйна в Чикаго, где к ним позже присоединяются Кори, Рэйчел и Гар. Дик узнаёт о том, что Брюс вживил ему в руку отслеживающий трекер и удаляет его при помощи скальпеля. Джейсон сообщает Дику, что кто-то убивает всех цирковых артистов, работавших в одной труппе с его родителями. Дик разыскивает Клейтона Уильямса, единственного циркача, который все ещё жив и является вероятной следующей целью преступника. Клейтона похищает Ник Зукко, сын Тони Зукко, бандита, убившего отца и мать Грейсона. Ник хочет отомстить Дику, которого он винит в гибели всей своей семьи от рук мафиозного клана Марони. Джейсон помогает Дику нейтрализовать Ника, но Дика беспокоит его излишняя жестокость. Тем временем Адамсон говорит Кори, что будет разговаривать только с Рэйчел. |            |                                    |                      |                                                         |                 |
| 7 | 7          | «Больница» «Asylum»                | Алекс Калимниос      | Брайан Эдвард Хилл и Грэг Уокер                         | 23 ноября 2018  |
| Адамсон перерезает себе горло, чтобы заставить Рэйчел воспользоваться своими способностям и исцелить его. После этого доктор заявляет Дику и Кори, что Рэйчел суждено «очистить» мир. Адамсон рассказывает им об Анжеле Азарат, родной матери Рэйчел, которая содержится в заброшенной психбольнице. Супергерои прибывают в больницу, но попадают в плен; Дик, Кори и Гар подвергаются мучительным пыткам. Адамсон обещает положить конец их страданиям, если Рэйчел призовёт своего отца, но вместо этого Рэйчел силой мысли перерезает Адамсону глотку. Рэйчел находит Анжелу и демонстрирует ей родимое пятно на плече для доказательства того, что она на самом деле является её дочерью. Забрав с собой Анжелу, Рэйчел освобождает остальных товарищей, а Гар в облике тигра впервые убивает человека. Кори взрывает больницу, в свою очередь Дик сжигает свой костюм Робина. |            |                                    |                      |                                                         |                 |
| 8 | 8          | «Донна Трой» «Donna Troy»          | Дэвид Фрэйзи         | Ричард Гатэм и Мариша Мукерджи                          | 30 ноября 2018  |
| Анжела приглашает Рэйчел, Кори, Гара и Дика отправиться вместе в Огайо, где ей принадлежит дом. Однако Дик расстаётся с командой и встречается с подругой детства Донной Трой (Чудо-Девушкой). Анжела рассказывает Рэйчел об её отце, который разглядел в ней скрытую силу и хотел воспользоваться этим, собрав вокруг себя адептов и создав культ личности, а теперь Рэйчел преследуют его приверженцы. ФБР, которое разыскивает Кори за нападение на полицейских, останавливает поезд, но Кори взрывает вагон и вместе с остальными героями благополучно сбегает и добирается до Огайо. Рэйчел использует свои способности, чтобы вернуть Кори память. Донна расшифровывает текст, который Дик сфотографировал на складе Кори, и заявляет, что цель Кори — найти и убить Рэйчел. К Кори возвращаются воспоминания, и она хватает Рэйчел за горло. |            |                                    |                      |                                                         |                 |
| 9 | 9          | «Хэнк и Дон» «Hank and Dawn»       | Акива Голдсман       | Джефф Джонс                                             | 7 декабря 2018  |
| После падения с крыши Дон всё ещё находится в коме. Хэнк вспоминает, как детстве в позволил футбольному тренеру изнасиловать себя, чтобы спасти своего младшего брата Донни от растления. После исключения из колледжа за драку Хэнк и Донни в костюмах Ястреба и Голубя наказывают сексуальных извращенцев. Дон вспоминает своё выступление в качестве балерины и последний разговор с матерью. Донни и мать Дон одновременно погибают под колёсами автомобиля. Дон и Хэнк знакомятся друг с другом после посещения группы скорби и начинают встречаться. Дону узнаёт о том, что Хэнк является Ястребом. Хэнк рассказывает о случае с футбольным тренером, но заявляет, что никогда не пытался ему отомстить, так как иначе тем самым признал факт насилия над собой. Дон находит обидчика и требует, чтобы он признался в содеянном и сдался полиции. Они начинают избивать друг друга; прибывший Хэнк и добивает тренера. Хэнк и Дон проводят ночь вместе. В настоящем времени Дон приходит в сознание и говорит Хэнку, что им нужно найти Джейсона Тодда и помочь Рэйчел. |            |                                    |                      |                                                         |                 |
| 10 | 10         | «Корианд’р» «Koriand’r»            | Майя Врвило          | Габриэль Стэнтон                                        | 14 декабря 2018 |
| Донна не даёт Кори убить Рэйчел. Кори, удивлённая своим поступком, уезжает в неизвестном направлении, Дик и Донна следуют за ней. На заброшенном складе они обнаруживают космический корабль. Кори рассказывает, что она — Корианд’р с планеты Тамаран, и её миссия заключается в том, что убить Рэйчел, прежде чем она уничтожит Землю и Тамаран. Отцом Рэйчел является Тригон, демон из другого измерения, который поглощает миры. В свою очередь Рэйчел для Тригона является «дверью» в наше измерение и средством для уничтожения Земли. Дик, Донна и Кори догадываются, что Анжела помогает Тригону в осуществлении его планов. Гар видит призраков в доме Анжелы, после чего ему становится плохо, и он начинает истекать кровью. Анжела убеждает Рэйчел призвать своего отца, чтобы спасти Гара. Анжела и Тригон воссоединяются. Тригон исцеляет Гара и сообщает Анжеле, что они могут приступить к уничтожению мира. Дик, Донна и Кори возвращаются к дому Анжелы, но только Дику удаётся пройти через мистический барьер, который теперь окружает здание. |            |                                    |                      |                                                         |                 |
| 11 | 11         | «Дик Грейсон» «Dick Grayson»       | Глен Уинтер          | Ричард Гатэм                                            | 21 декабря 2018 |
| Спустя пять лет Дик счастливо живёт в Калифорнии с Дон и их сыном Джоном и ожидает рождения ещё одного малыша. Рэйчел и Гар учатся в колледже. Джейсон, оказавшийся в инвалидной коляске после огнестрельного ранения, просит Дика остановить Бэтмена, который намерен убить Джокера. Дик отправляется в Готэм и вновь встречается с Кори, которая теперь работает в ФБР. Бэтмен хладнокровно убивает Джокера, а также устраивает бойню в психиатрической больницы Архем. Дик рассказывает полиции, что за маской Бэтмена скрывается Брюс Уэйн. Отряд SWAT штурмует поместье Уэйна, но Бэтмен убивает спецназовцев, а заодно и Кори. Разъярённый Дик приказывает взорвать особняк, после чего находит Бэтмена под обломками и добивает его. В настоящем времени Рэйчел с ужасом смотрит на Дика, порабощённого Тригоном. Как оказывается, тёмное будущее и убийство Бэтмена Диком были фантазией, созданной Тригоном для того, чтобы привести Дика в объятья тьмы. В сцене после титров в Метрополисе на свободу из лаборатории вырывается человек, обозначенный как «подопытный номер 13» и имеющий татуировку с логотипом Супермена. Он также освобождает из клетки лабрадора-ретривера, глаза которого светятся красным.             |            |                                    |                      |                                                         |                 |

### Сезон 2 (2019)
| № общий | № в сезоне | Название                       | Режиссёр          | Автор сценария                           | Дата премьеры    |
| --- | ---------- | ------------------------------ | ----------------- | ---------------------------------------- | ---------------- |
| 12 | 1          | «Тригон» «Trigon»              | Кэрол Бэнкир      | Акива Голдсман, Джефф Джонс и Грэг Уокер | 6 сентября 2019  |
| Хэнк, Дон и Джейсон прибывают в дом Анджелы, присоединяясь к Донне и Кори, в попытке остановить Тригона, но все они поддаются его силам. Тригон подчиняет себе волю Рэйчел, заставляя героев, казалось бы, избить Гара до смерти. Держа Рэйчел под своим контролем, Тригон начинает разрушать всю её жизнь, начиная с Анджелы. Однако, Гар выживает и использует свою дружбу с Рэйчел, чтобы освободить её от влияния Тригона. В свою очередь, Рэйчел спасает Дика, прежде чем победить своего отца и освободить остальных. После этого герои разъезжаются в разные стороны. Дик уезжает с Джейсоном, Рэйчел и Гаром. Он встречается с Брюсом, чтобы примирить и воссоединить «Титанов». Брюс соглашается помочь ему, но при условии, что Дик возглавит новую команду и Джейсон войдёт в её состав. Тем временем Слэйд Уилсон выходит из отставки, когда узнаёт, что «Титаны» снова воссоединились.                                                                |            |                                |                   |                                          |                  |
| 13 | 2          | «Роуз» «Rose»                  | Натан Хоуп        | Ричард Хатэм                             | 13 сентября 2019 |
| Через три месяца после победы над Тригоном Дик продолжает тренировать команду «Титанов» на базе в Сан-Франциско. Силы Рэйчел начинают действовать странно. Дик спасает мета-женщину на бегу и пытается переманить её в «Титаны», несмотря на её сопротивление в получении помощи. Джейсон и Гар идентифицируют молодую женщину как Роуз Уилсон, дочь Слэйда. Хэнк и Дон уехали в Вайоминг, но возникает напряжённость, когда Хэнк обнаруживает, что Дон продолжает действовать как «Голубь». В Чикаго Кори и Донна вместе борются с преступностью и захватывают мета-преступницу — Шиммер. Дон, Хэнк и Донна вынуждены воссоединиться с Диком, когда Доктор Лайт сбегает из тюрьмы и начинает охотиться на «Титанов». Кори встречает тамаранеанца Фаддея, который берёт её в плен. |            |                                |                   |                                          |                  |
| 14 | 3          | «Призраки» «Ghosts»            | Кевин Танчароэн   | Том Пабст                                | 20 сентября 2019 |
| Донна, Хэнк и Дон встречаются с Диком в Сан-Франциско, где они узнают, что Слэйд находится в городе и охотится за Роуз. Роуз рассказывает Дику, что она пытается убить Слэйда, потому что он убил её брата Джозефа. Работая вместе против «Титанов», Слэйд рассказывает Доктору Лайту о своём плане заманить героев к нему, отделив более слабых членов от группы. После того, как Доктор Лайт убегает от оригинальных «Титанов», Джейсон убеждает Гара искать его самостоятельно. Джейсон побеждает Доктора Лайта, но попадает в засаду Слэйда. Тем временем Фаддей сообщает Кори, что её сестра Блэкфайр приказала ей вернуться на планету Тамаран, чтобы стать королевой. Однако, звонок от Рэйчел о потере контроля над её силами побуждает Кори запереть Фаддея на своём корабле и вернуться к друзьям. |            |                                |                   |                                          |                  |
| 15 | 4          | «Аквалэд» «Aqualad»            | Глен Уинтер       | Джейми Горенберг                         | 27 сентября 2019 |
| Во флэшбеках пять лет назад Дэфстроук получает задание отправиться в Сан-Франциско, где скрываются Иерихон и его мать Аделина. При помощи нового члена команды Гарта оригинальные «Титаны» схватили Доктора Лайта. Гарт и Донна начинают испытывать симпатию друг к другу, но Донна пыталась сопротивляться ухаживаниям Гарта, потому что она должна была, в конечном итоге, вернуться на Темискиру. После того, как у них, в итоге, происходит интимная близость, Гарт узнаёт от Дика, что Донна собирается уехать. Когда Гарт появляется перед Донной в аэропорту, чтобы убедить её остаться, в него стреляют и убивают. Оставшиеся в живых члены команды винят Дэфстроука в смерти Гарта и посвящают себя охоте на него. Неделю спустя Иерихон сдружился с Диком, не подозревая, что Дик жаждет отомстить его отцу. |            |                                |                   |                                          |                  |
| 16 | 5          | «Дэфстроук» «Deathstroke»      | Ник Гомес         | Бьянка Сэмс                              | 4 октября 2019   |
| После похищения Джейсона Дэфстроук убивает Доктора Лайта и сообщает героям, что он освободит Джейсона в обмен на Роуз. Оригинальные «Титаны» объясняют всю ситуацию вернувшейся Кори, в то время как Гар, Рэйчел и Роуз подслушивают разговор. Когда Роуз узнаёт, что команда рассматривает возможность капитуляции, она пытается убежать и почти убита нестабильными силами Рэйчел, выживая только благодаря своим собственным способностям. Дик говорит своим товарищам по команде, что они устроят засаду на Дэфстроука под видом обмена, но тайно встречается с ним в небоскрёбе, чтобы предложить свою жизнь в обмен на Джейсона. Отклоняя предложение Дика, Дэфстроук показывает, что он привязал Джейсона к эшафоту, оснащённому взрывчаткой. Кори вмешивается, но у неё и Дика не получается остановить Дэфстроука, и тот активирует взрывчатку, из-за чего Джейсон падает с небоскрёба.                                                                   |            |                                |                   |                                          |                  |
| 17 | 6          | «Коннор» «Conner»              | Алекс Калемнойс   | Ричард Гатэм                             | 11 октября 2019  |
| В Метрополисе «Субъект 13» убегает из Лаборатории «Кадмус» с собакой Крипто, называя себя »Коннор» после увиденной метки на униформе, которую он крадёт. Воспоминания в его голове приводят Коннора в дом Лайонела Лютора в Канзасе, прежде чем команда Мёрси Грэйвс в сопровождении доктора Евы Уотсон нападают на него. Победив команду, Коннор сражается с Евой, которая рассказывает, что она создала его из ДНК Супермена и Лекса Лютора. Она берёт Коннора с собой на оригинальный объект «Кадмус» в Сан-Франциско, чтобы помочь ему лучше понять себя и черты, которые он разделяет со своими хозяевами ДНК. Призывая его бежать, Ева также предупреждает Коннора не привлекать к себе внимания, используя свои силы, но Коннор игнорирует её предупреждение, когда видит, что Джейсон падает. После спасения Джейсона Коннор застрелен криптонитовыми пулями, когда команда Грэйвса отбивается от Крипто.                                                  |            |                                |                   |                                          |                  |
| 18 | 7          | «Брюс Уэйн» «Bruce Wayne»      | Акива Голдсман    | Брайан Эдвард Хилл                       | 18 октября 2019  |
| Дик покидает башню, чтобы найти Дэфстроука, измученный галлюцинацией Брюса Уэйна. Роуз начинает подозревать, что «Титаны» сыграли свою роль в смерти Иерихона, когда она обнаруживает одну из его граммофонных пластинок в башне «Титанов». Другие герои находят внутри базы предметы, которые напоминают им о болезненных событиях в прошлом. «Титаны» обвиняют Джейсона в том, что он несёт ответственность за это, но Дик обнаруживает, что Дэфстроук разложил снимки героев, сделанные внутри базы. Когда Джейсон размышляет о самоубийстве из-за травмы от падения и чувства вины за проблемы команды, Дик признаётся ему, что это он сам виноват в их нынешней ситуации, потому что убил Иерихона. Ева прибывает в башню после освобождения Крипто, чтобы помочь Коннору, и находит его умирающим от отравления криптонитом. Когда Ева сообщает Кори, что Коннор может быть исцелён только солнечной радиацией, Кори использует свои силы, чтобы спасти его. |            |                                |                   |                                          |                  |
| 19 | 8          | «Иерихон» «Jericho»            | Тоа Фрэйзер       | Кейт МакКарти                            | 25 октября 2019  |
| Во флэшбеках в 2014 году «Титаны» используют свою дружбу с Иерихоном, чтобы получить дополнительную информацию о Дэфстроуке. Вопреки совету Дон, Дик приглашает Иерихона в команду, узнав о силах, которыми тот обладает. Иерихон принимает предложение, когда Дик рассказывает ему правду о его отце и о поисках героев для команды. Дэфстроук узнаёт о связи «Титанов» с Иерихоном и после убийства женщины с Темискиры серьёзно ранит Донну в качестве предупреждения, чтобы «Титаны» держались подальше от его сына. В ответ Дик сталкивается в схватке с Дэфстроуком во время частной встречи между ним и Иерихоном, на которой он обещал не присутствовать. Схватка заканчивается в пользу Дэфстроука, но Иерихон жертвует собой, чтобы спасти Дика, прыгая перед клинком своего отца. Когда Иерихон погибает, «Титаны» распадаются. |            |                                |                   |                                          |                  |
| 20 | 9          | «Искупление» «Atonement»       | Борис Мойсовски   | Джеффри Дэвид Томас                      | 1 ноября 2019    |
| После того, как Дик открывает правду о смерти Иерихона своей команде, все «Титаны», кроме Гара, покидают башню «Титанов». Рэйчел уходит с Донной, но убегает от неё, чтобы быть самой по себе. Гар выводит Коннора на публику, что заканчивается катастрофически, когда Коннор нападает на группу полицейских. Дик сталкивается с Дэфстроуком, который говорит ему, что их борьба закончена и что он устранит «Титанов», если они вновь соберутся. Поражённый предупреждением Дэфстроука, Дик сдаётся полиции. Полагая, что их совместное присутствие вредит окружающим, Хэнк расстаётся с Дон. Фаддей воссоединяется с Кори и сообщает ей, что за ними охотится Блэкфайр, которая стала королевой после убийства их родителей. Кори вынуждена убить Фаддея, так как Блэкфайр завладевает его телом, и клянётся преследовать свою сестру. |            |                                |                   |                                          |                  |
| 22 | 10         | «Падший» «Fallen»              | Кэвин Салливан    | Джэми Горенберг                          | 8 ноября 2019    |
| Дик попадает в заключение в исправительном учреждении округа Кейн. Он помогает нелегальным иммигрантам Рафи и Луису сбежать из тюрьмы, прежде чем их депортируют в Корто Мальтезе. Рэйчел присоединяется к группе беглецов во главе с Дэни. Она использует свои силы, чтобы спасти Дэни от её жестокого отца Калеба, не подозревая, что это вызовет его смерть. В башне «Титанов» Коннора находит Мёрси, который убеждает его вернуться в «Кадмус», заверяя, будто они могут исправить его личностные сдвиги. Мёрси также проявляет интерес к Гару, когда его приводят в «Кадмус» с Коннором и Крипто. В поисках Рэйчел Донна обнаруживает последствия нападения «Кадмуса» на башню. |            |                                |                   |                                          |                  |
| 22 | 11         | «Э.Л._.O.» «E.L._.O.»          | Миллисента Шэлтон | Бьянка Сэмс                              | 15 ноября 2019   |
| Находясь в заключении, Дик понимает, что Иерихон всё ещё жив и заточён внутри тела Дэфстроука. Брюс заманивает в закусочную «ЭЛКО» Кори, Рэйчел, Донну и Дон в попытке воссоединить команду. Узнав о том, что Дик попал в тюрьму, Рэйчел и Кори отправляются его спасать, а Донна и Дон отправляются на поиски Гара. Когда Рэйчел и Кори пробираются в тюрьму, они не находят Дика в его камере, но находят там сообщение о том, что Иерихон жив. Роуз, живущая с Джейсоном, сообщает Дэфстроуку, что она не будет больше помогать ему манипулировать «Титанами». Мёрси подвергает Гара эксперименту, который заставляет его по команде невольно прибегнуть к насилию. |            |                                |                   |                                          |                  |
| 23 | 12         | «Фальшивый Ястреб» «Faux-Hawk» | Ларнелл Стоволл   | Том Пабст                                | 22 ноября 2019   |
| Гар не хочет, чтобы «Кадмус» использовал его для насильственного применения своих сил на публике, поэтому Мёрси планирует всё закончить побоищем на карнавале. Донна и Дон допрашивают Уолтера Хоуна по поводу промывания мозгов Гару. Не в состоянии найти Дика, Кори и Рэйчел также решают помочь Гару. Роуз признаётся Джейсону, что она помогала Дэфстроуку, тем самым заставляя Джейсона оставить её. С воссоединением «Титанов», Дэфстроук готовится устранить их и агитирует Роуз присоединиться к нему, но она отказывается. После того, как Аделина сообщает Дику о планах Дэфстроука и просит его спасти Иерихона, Дик встречается со Стю, чтобы получить новый костюм и имя. Хэнк становится клеточным бойцом, борясь с наркоманией. |            |                                |                   |                                          |                  |
| 24 | 13         | «Найтвинг» «Nightwing»         | Кэрол Бэнкер      | Ричард Гатэм и Грэг Уокер                | 29 ноября 2019   |
| Роуз помогает Дику в схватке с Дэфстроуком и убивает его, в то время как Иерихон переселяется в её тело. Рекламируя Коннора как суперсолдата для потенциальных участников торга, Мёрси промывает ему мозги, чтобы он победил Гара на карнавале, а затем планирует отправить его за «Титанами», что бы они не вмешивались. Команда освобождает Гара и Коннора от власти над их разумом и уничтожает «Кадмус», но Донна погибает, когда пытается остановить падение вышки из линии электропередачи на людей. После этого Рэйчел отправляется на Темискиру с телом Донны, что бы попытаться воскресить её, Джейсон уходит, а Дик, Кори, Гар, Хэнк, Дон, Роуз и Коннор образуют новую команду «Титанов». Немного позже, Блэкфайр прибывает на Землю и принимает облик ничего не подозревающей женщины. |            |                                |                   |                                          |                  |

### Сезон 3 (2021)
| № общий | № в сезоне | Название                                                                  | Режиссёр         | Автор сценария                       | Дата премьеры    |
| ------- | ---------- | ------------------------------------------------------------------------- | ---------------- | ------------------------------------ | ---------------- |
| 25      | 1          | «Барбара Гордон» «Barbara Gordon»                                         | Кэрол Бэнкер     | Ричард Хатем и Джефф Джонс           | 12 августа 2021  |
| 26      | 2          | «Красный Колпак» «Red Hood»                                               | Кэрол Бэнкер     | Том Пабст                            | 12 августа 2021  |
| 27      | 3          | «Хэнк и Голубь» «Hank & Dove»                                             | Миллисент Шелтон | Джейми Горенберг                     | 12 августа 2021  |
| 28      | 4          | «Блэкфайр» «Blackfire»                                                    | Миллисент Шелтон | Стефани Коггинс                      | 19 августа 2021  |
| 29      | 5          | «Лазарь» «Lazarus»                                                        | Борис Мойсовски  | Брайан Эдвард Хилл                   | 26 августа 2021  |
| 30      | 6          | «Леди Вик» «Lady Vic»                                                     | Ник Гомес        | Джошуа Леви и Прати Шринивасан       | 2 сентября 2021  |
| 31      | 7          | «51%» «51%»                                                               | Ник Гомес        | Кейт МакКарти                        | 9 сентября 2021  |
| 32      | 8          | «Дом» «Home»                                                              | Ларнелл Стоволл  | Том Пабст                            | 16 сентября 2021 |
| 33      | 9          | «Души» «Souls»                                                            | Борис Мойсовски  | Ричард Гатэм                         | 23 сентября 2021 |
| 34      | 10         | «Мутные воды» «Troubled Water»                                            | Ларнелл Стоволл  | Мелисса Брайд                        | 30 сентября 2021 |
| 35      | 11         | «Звонок сделан изнутри дома.» «The Call Is Coming from Inside the House.» | Кэрол Бэнкер     | Стефани Коггинс                      | 7 октября 2021   |
| 36      | 12         | «Блудный сын» «Prodigal»                                                  | Кэрол Бэнкер     | Джейми Гринберг и Брайан Эдвард Хилл | 14 октября 2021  |
| 37      | 13         | «Фиолетовый дождь» «Purple Rain»                                          | Чад Лоу          | Ричард Гатэм и Грэг Уокер            | 21 октября 2021  |

### Сезон 4 (2022 - 2023)
| № в сериале | № в сезоне | Название                                           | Режиссёр        | Автор сценария                                                | Дата премьеры  |
| Часть 1     | Часть 1    | Часть 1                                            | Часть 1         | Часть 1                                                       | Часть 1        |
| ----------- | ---------- | -------------------------------------------------- | --------------- | ------------------------------------------------------------- | -------------- |
| 38          | 1          | «Лекс Лютер» «Lex Luthor»                          | Ник Копус       | Ричард Гатэм                                                  | 3 ноября 2022  |
| 39          | 2          | «Материнский хаос» «Mother Mayhem»                 | Ник Копус       | Брайан Эдвард Хилл                                            | 3 ноября 2022  |
| 40          | 3          | «Джинкс» «Jinx»                                    | Борис Мойсовски | Джейми Горенберг                                              | 10 ноября 2022 |
| 41          | 4          | «Супер Супер Март» «Super Super Mart»              | Борис Мойсовски | Том Пабст                                                     | 17 ноября 2022 |
| 42          | 5          | «Внутренний человек» «Inside Man»                  | Джен МакГоуэн   | Джошуа Леви и Прати Шринивасан                                | 24 ноября 2022 |
| 43          | 6          | «Братская кровь» «Brother Blood»                   | Джен МакГоуэн   | Ричард Хейтем                                                 | 1 декабря 2022 |
| Часть 2     |            |                                                    |                 |                                                               |                |
| 44          | 7          | «Коварство Каула» «Caul's Folly»                   | Грег Валкер     | Мелисса Брайдс                                                | 13 апреля 2023 |
| 45          | 8          | «Дик,Кэрол,Тед и Кори» «Dick & Carol & Ted & Kory» | Грег Валкер     | Том Пабст                                                     | 13 апреля 2023 |
| 46          | 9          | «Чувак, где мой Гар?» «Dude, Where’s My Gar?»      | Эрик Дин Ситон  | Телесценарий: Джефф Джонс Рассказ: Джефф Джонс и Райан Поттер | 20 апреля 2023 |
| 47          | 10         | «Игра окончена» «Game Over»                        | Джесси Уорн     | Брайан Эдвард Хилл                                            | 27 апреля 2023 |
| 48          | 11         | «Проект "Звездный огонь"» «Project Starfire»       | Ник Копус       | Джейми Горенберг                                              | 4 мая 2023     |
| 49          | 12         | «Титаны навсегда» «Titans Forever»                 | Ник Копус       | Ричард Хейтем                                                 | 11 мая 2023    |

## Производство

### Разработка
В сентябре 2014 года стало известно о том, что кабельный телеканал «TNT» при сотрудничестве с Warner Bros. Television собирается снять пилотную серию телесериала «Титаны». К декабрю 2014 года Акива Голдсман и Марк Хеймс закончили написание сценария пилота сериала, рассказывающего о Дике Грейсоне, стремящимся выйти из тени Бэтмена и стать Найтвингом, лидером группы героев, включающей Старфайер, Рэйвен, Ястреба и Голубки, а также Оракула. В мае 2015 года президент TNT Кевин Рейли сказал, что шоу будет «новаторским» и «очень близким» к оригинальным комиксам. Съёмки пилотного эпизода сериала, получившего название «Титаны», а затем «Дрозды», должны были стартовать в Торонто в середине 2015 года. Однако затем начало производства было перенесено на октябрь.. В январе 2016 года канал TNT заявил, что больше не заинтересован в развитии данного проекта. В феврале 2016 года Джефф Джонс признал: «Мы [в DC] знали о том, что [„TNT“ отменили „Титанов“] в течение нескольких месяцев. Это не новость для нас. У нас есть планы для „Титанов“. Это огромная часть DC, и у нас есть планы».
Джонс, который вместе с Голдсманом потратил семь лет на разработку сценария, заявил в октябре 2018 года, что будущее проекта зависит от заполучения авторских прав на Дика Грейсона: «Мы не могли бы делать „Титанов“ без Робина…». Реализация данного проекта также столкнулась со сложностями из-за авторских прав на Бэтмена.
В апреле 2017 года компания Warner Bros. сообщила о том, что «Титаны» дебютируют в 2018 году на стриминговом сервисе DC Universe. Шоураннерами сериала выступят Акива Голдсман, Джефф Джонс, Грег Берланти и Сара Шехтер, а Голдсман, Джонс и Берланти напишут сценарий пилотной серии. Все они также будут являться исполнительными продюсерами сериала, производством которого займётся Weed Road Pictures и Berlanti Productions совместно с Warner Bros Television. В октябре 2018 года сразу после премьеры «Титанов» на фестивале Comic Con в Нью-Йорке было объявлено о продлении сериала на второй сезон, а к числу исполнительных продюсеров присоединились Грег Уокер и Джон Фоусет. Джонс также намекнул, что в шоу появится «новая» версия Детстроука. Премьера второго сезона состоялась 6 сентября 2019 года.

### Кастинг
В начале августа 2017 года стало известно, что австралийская актриса Тиган Крофт получила роль Рейвен,,
следом за ней в конце месяца роли в проекте получили Анна Диоп и Брентон Туейтс, они исполнят роли Старфайер и Робина. соответственно.
В начале сентября 2017 года Алан Ритчсон и Минка Келли получили роли Хэнка Холла / Ястреб
 и Донн Грейнджер / Голубь соответственно.
В октябре 2017 года Райан Поттер получил роль Бист-Боя.

## Расширенная вселенная
В декабре 2019 года в кроссовере «Кризис на Бесконечных Землях» было подтверждено, что события сериала происходят в рамках мультивселенной DC (Земля-9).